# Massonia bifolia
Massonia bifolia är en sparrisväxtart som först beskrevs av Nikolaus Joseph von Jacquin, och fick sitt nu gällande namn av John Charles Manning och Peter Goldblatt. Massonia bifolia ingår i släktet Massonia och familjen sparrisväxter. Inga underarter finns listade i Catalogue of Life.